# 李振聲 (明朝)
李振聲（？—？），號華嶙，陝西延安府米脂縣人。明末政治人物。

## 生平
天啓四年（1624年）甲子科陕西鄉試第四名舉人，崇祯七年（1634年）甲戌科會試第二百三十三名，廷試三甲第八十名進士。通政司觀政，本年八月授河南郾城县知县，十五年行取考选廣西道御史。為官清廉，有令譽。任湖广巡按御史。被李自成所俘，李自成稱他“大哥”，並加上勸降，要求他上表朝廷代李“讨楚、豫、秦、蜀四省 ”作为议和条件。崇禎十七年正月，李振声受李自成任命為工政府尚書。
崇祯十七年十二月，福王朝廷治从贼之狱，李振聲列“一等应磔者”。

## 家族
曾祖李時達；祖李贡朝，寿官；父李茂盛，贡士。